# Північний банк (Ірландія)
Північний банк (англ. Northern Bank) — один з комерційних банків Великої Британії. Входить до числа чотирьох банків, що мають право випускати банкноти Північної Ірландії.
Банк заснований в 1809 році, з 2005 року входить до складу банківської групи Danske Bank Group. З 15 листопада 2012 року банк працює під ім'ям («trading name») «Danske Bank».
Північний банк випускав банкноти номіналом в 10, 20, 50 і 100 фунтів. Після зміни назви банк спочатку продовжував випускати банкноти з логотипом «Northern Bank». 24 червня 2013 року банк оголосив про початок випуску банкнот з логотипом «Danske Bank» в 10 і 20 фунтів і припиненні випуску банкнот в 50 і 100 фунтів. Банкноти з логотипом «Northern Bank» вилучатимуться з обігу в міру зносу.